# ۱۸۰۸
۱۸۰۸ (میلادی) هزار و هشتصد و هشتمین سال تقویم میلادی است.

## رویدادها
- ۱۰ مارس – ورود سر جان ملکم به بوشهر با اعتبارات مالی زیاد برای دربار فتحعلی‌شاه قاجار به‌منظور قطع روابط بین دربار ایران و امپراتوری فرانسه
- آوریل – اعزام سر هارفورد جونس از طرف دربار انگلستان به ایران. با این حال مکاتبات سرجان ملکم با فرمانفرمای انگلیس هندوستان موجب شد تا جونس در بمبئی متوقف شود.
- ۱۲ ژوئیه – خروج سر جان ملکم از بوشهر در پی آنکه دربار ایران به فرستادهٔ او «کاپیتان پاسلی» اجازهٔ ورود به پایتخت را نداد. ملکم، پاسلی را به جای خود در بوشهر گمارد.
- ۱۴ اکتبر – ورود سر هارفورد جونس به بندر بوشهر در پی ناکامی سر جان ملکم برای متقاعد کردن دربار ایران برای همکاری مجدد با انگلستان و قطع روابط با فرانسه. او ۱۲ سپتامبر از بمبئی حرکت کرده بود.
- در این سال بومیان سواحل عمان (ساحل دزدان) کم و بیش تحت فرمان سلطان بن صقر شیخ شارجه درآمده و نیرویی متشکل و بیش از حد تصور نیرومند و خونخوار به وجود آوردند. این‌ها به نیروهای انگلیسی خلیج فارس حمله‌ور شده آنان را غارت کردند و به کشت و کشتار وحشیانه ای در میان آن‌ها دست زدند؛ علاوه بر انگلیسی‌ها، اعراب و ایرانیان و تجارت دریایی آن‌ها نیز بدست دریا زنان به همین سرنوشت گرفتار آمد.

## زادگان
- ۳۱ ژوئیه؛ فردیناند ووستنفلد خاورشناس آلمانی
- ۱۹ ژانویه – لایسندر اسپونر، وکیل آمریکایی (د. ۱۸۸۷)
- ۲۰ آوریل – ناپلئون سوم، سیاست‌مدار فرانسوی (د. ۱۸۷۳)
- ۳ ژوئن – جفرسون دیویس، سیاست‌مدار آمریکایی (د. ۱۸۸۹)
- ۱۳ ژوئن – پاتریس دو مک ماهون، افسر و سیاست‌مدار فرانسوی (د. ۱۸۹۳)
- ۱۷ ژوئن – هنریک ورگلاند، شاعر نروژی (د. ۱۸۴۵)
- ۲۹ دسامبر – اندرو جانسون، افسر و سیاست‌مدار آمریکایی (د. ۱۸۷۵)